# Franciszek Aleksander Macharski

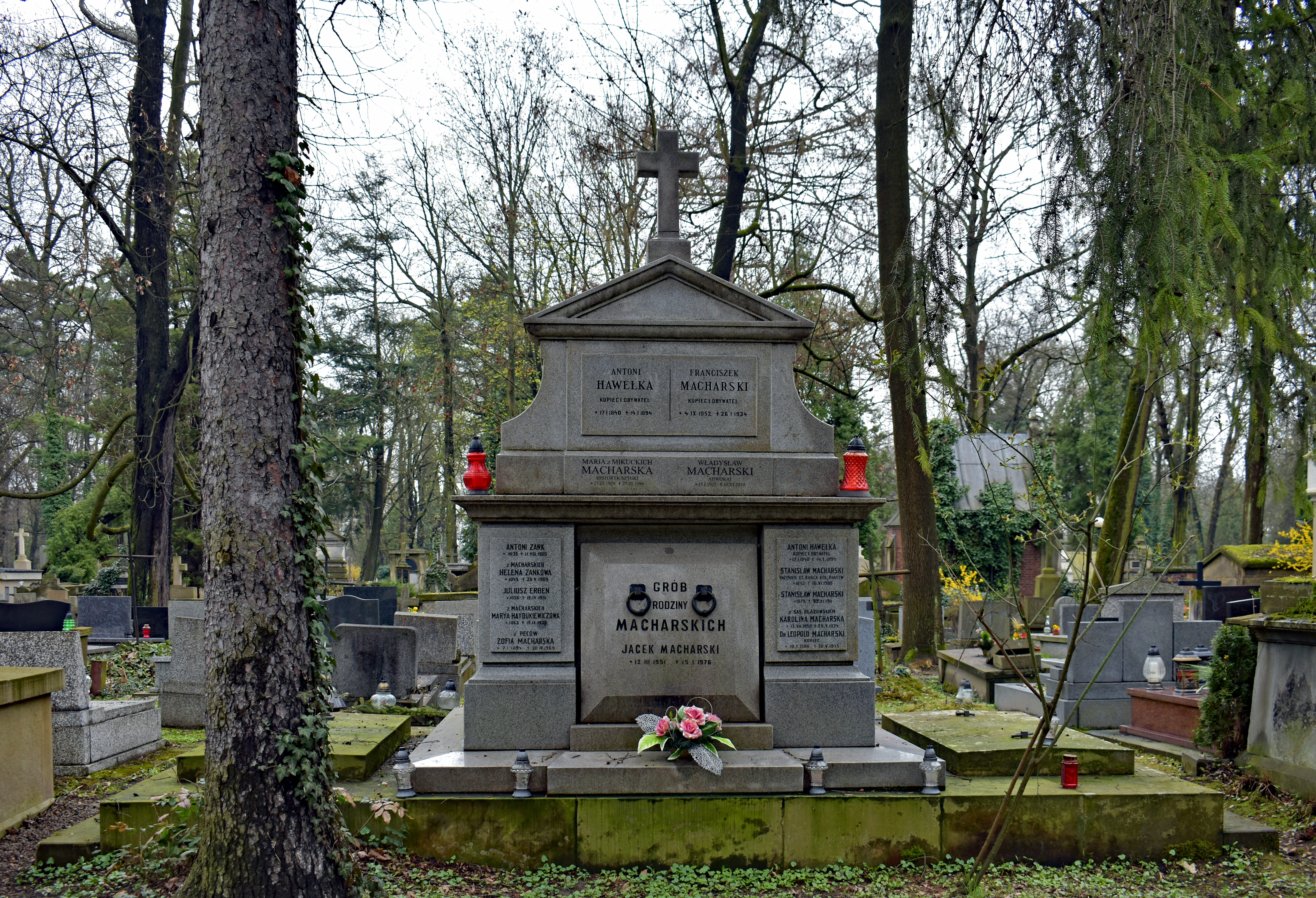
Grobowiec Macharskich na cmentarzu Rakowickim

Franciszek Aleksander Macharski (ur. 4 września 1852 w Mszanie Dolnej, zm. 26 stycznia 1934 w Krakowie) – polski kupiec, filantrop.

## Życiorys
Syn galicyjskiego urzędnika Feliksa Macharskiego i Marii ze Stańskich. Został współpracownikiem sklepu Antoniego Hawełki (1840–1894), a po jego śmierci objął ten sklep jako testamentowy spadkobierca. Był także współwłaścicielem firmy Antoni Hawełka. Od 1902 członek Rady Kongregacji Kupieckiej w Krakowie, później senior i członek honorowy tejże. Stryjeczny dziadek kard. Franciszka Macharskiego.
Zamieszkiwał przy ulicy Stefana Batorego 1 w Krakowie. Zmarł bezpotomnie 26 stycznia 1934 w wieku 81 lat. Został pochowany na cmentarzu Rakowickim w Krakowie (kwatera VIII-zach-po lewej Błażewskich). Sklep i restaurację „Hawełka” odziedziczył jego bratanek Leopold Macharski.

## Ordery i odznaczenia
- Złoty Krzyż Zasługi (10 listopada 1925)[5]
- Order Gwiazdy Rumunii (Rumunia, 1907)[6]
- Krzyż „Pro Ecclesia et Pontifice” (Stolica Apostolska, 1930)[7]